# 三马丹副县
三马丹副县（Sematan Sub-District）是砂拉越古晋省伦乐县下辖的副县，总面积442.5平方公里，人口约9,000人（2008人口普查）。在地理位置上，三马丹副县位于砂拉越的西北角，它的南面便是和印尼西加里曼丹为界，北面濒临南中国海。砂拉越最西端的地区丹绒达督（Tanjung Datu）就位于三马丹副县。

## 历史

三马丹副县地图

约在19世纪初，已有一批人来自海南与雷州到丹绒达督山中砍伐盐木，后把盐木运回中国。后来，他们迁移到三马丹镇附近的西露甘榜（Kampung Siru）与贝尔甘榜（Kampung Pueh）定居下来。
19世纪50年代，荷兰军在印尼三发（Sambas）地区歼灭了华人矿务公司-大港公司。这使到了客属华工大规模的逃往到砂拉越。他们分别投靠了在石隆门的十二分公司，一些到伦乐县的丹绒布郎垦荒。其中有十个人却越过山脉来到了达督海岬附近的三门山（Samunsam）森林内。三门山离三马丹镇约45分钟水路航程。
当时，三门山还是个没被命名荒野。由于大多在三发的华工是三点会私会党的成员，而这十人也不列外。可能是因为是三点会的成员，而如同其前辈般，喜欢加三点会的“三”字头，所以就把那森林命名为三门山，附近有条小溪也正名为三门河。此外，三马丹这个地名也普遍相信是这群客属华工所取的。随后，这群华工便在三门河的河口附近盖了间长屋式的大屋，也与当地土著通婚。他们耕种稻米及收购土产为生。当剩最后居住在此屋内者（傅亚财）逝世后，在上世纪70年代政府便收回土地，继而把三门山划为野生物保护区（Samunsam Wildlife Sanctuary）。